# Lagoa do Tocantins
Lagoa do Tocantins è un comune del Brasile nello Stato del Tocantins, parte della mesoregione Oriental do Tocantins e della microregione del Jalapão.